# Rat der Deutschen der Ukraine
Der Rat der Deutschen der Ukraine (RDU; ukr. Спілка об'єднань громадян «Рада німців України») ist ein Dachverband zivilgesellschaftlicher Organisationen der ethnischen Deutschen in der Ukraine. Er vertritt ihre Interessen gegenüber Behörden, lokalen Regierungen und Unternehmen und koordiniert die Zusammenarbeit der angeschlossenen Organisationen untereinander. Der RDU wurde als juristische Person am 23. Juni 2011 registriert.
Die Tätigkeitsbereiche sind Kultur- und Bildungsentwicklung, Erlernen der deutschen Sprache, Sozialprojekte, Rehabilitation, Archiv- und Recherchehilfe, Förderung der Forschungen über die Geschichte der Deutschen, Business und Wirtschaft, Partnerschaft zwischen den Städten der Ukraine und Deutschland, Jugendarbeit, einschließlich internationaler Jugendaustausch.

## Gründer
Die Gründer des Rates der Deutschen der Ukraine sind:
- die Internationale gesellschaftliche Organisation Gesellschaft der Deutschen der Ukraine – „Wiedergeburt“ (bis 1992: Ukrainische republikanische Gesellschaft der Sowjetdeutschen „Wiedergeburt“ für Politik, Kultur und Bildung)
- der gesamtukrainische Verband „Deutsche Jugend in der Ukraine“ (DJU) (Registrierungsdatum: 24. Januar 2001)
- der gesamtukrainische Verband „Die Assoziation der Deutschen der Ukraine“ (ADU) (Registrierungsdatum: 19. Juni 2001)[2]

## Logo der Organisation
Das Emblem ist ein Bild eines Phönix, dessen Flügel nach oben gerichtet sind, was die Wiederbelebung der deutschen sozialen Bewegung nach den Entscheidungen des I. Außerordentlichen Kongresses der Deutschen der UdSSR (12.–15. März 1991) symbolisiert. Das Emblem wurde beim 1. Kongress der Deutschen der Ukraine (21.–23. November 1996) als Symbol des höchsten Organs des Volksrates der Deutschen der Ukraine angenommen.
Der Umriss des Bildes ist schwarz, der Hintergrund ist weiß. Der Kopf des Phönix ist nach links gewendet.
Der Flügel, der links vom Körper gezeigt wird, reflektiert Federn, die äußere Kontur ist schwarz, die innere Kontur ist eine Zusammensetzung von drei Bändern: gelb, rot und schwarz.
Der Flügel, der rechts vom Körper gezeigt wird, reflektiert Federn, die äußere Kontur ist schwarz, die innere Kontur ist eine Zusammensetzung von drei Bändern: gelb, rot und schwarz.
Unter dem Phönix ist eine Inschrift des abgekürzten Namens des Rates der Deutschen der Ukraine dargestellt, die das Unterscheidungszeichen des Rates ist.

## Geschichte der Deutschen der Ukraine
Die Übersiedlung deutscher Handwerker, Händler und Bauern in die westliche Ukraine hielt das ganze Mittelalter lang an und hatte einen wesentlichen Einfluss auf das wirtschaftliche, sozial-politische sowie kulturelle Leben dieser Region.
In den letzten Jahren des 17. Jahrhunderts und Anfang des 18. Jahrhunderts gab es den ersten Versuch der zarischen Regierung, die Nordküste des Asowschen Meers von den Umsiedler-Kolonisten besiedeln zu lassen und zu erschließen. Dies verhinderte der russisch-türkische Krieg.
Erfolgreicher waren die Übersiedlungsversuche von F.-K. Schönborn, Reichsvizekanzler, Bischof von Bamberg und Graf von Würzburg, sowie seinen Nachfolgern. Eine außerordentliche Regierungsverordnung veranlasste, Anfang 1731 hunderte deutsche Kolonisten nach Transkarpatien zu übersiedeln. Sie kamen aus Deutschland, Österreich, Böhmen, Siebenbürgen und Galizien.
Seit den 60er Jahren des 18. Jahrhunderts bis Anfang des Ersten Weltkrieges wurden in der Ukraine über 2000 Siedlungen mit überwiegend deutscher Bevölkerung errichtet.
Während des Ersten Weltkrieges kam es unter der Regierung des Zaren zu Repressalien gegen die deutsche Bevölkerung des Russischen Reichs. Mehr als 400.000 Deutsche wurden aus den Frontgebieten nach Osten zwangsumgesiedelt. Erst seit 1918 konnten sie in die Ukraine zurückkehren.
Ab 1924 wurden die deutschen Dorf- und Siedlungsräte in den von Deutschen dichtbesiedelten Gebieten in der Ukraine errichtet. 1931 lag deren Anzahl bereits bei 252. In der Ukraine wurden sieben deutsche Gebiete gegründet.
Im Schuljahr 1929/30 gab es 628 deutsche Schulen in der Ukraine, in denen 35.075 Kinder lernten. 89,3 % der deutschen Schüler konnten die Schulbildung in ihrer Muttersprache genießen.
Aufgrund eines Beschlusses der sowjetischen Regierung vom 27. März 1929 wurden tausende deutsche Familien in der Zeit der Kollektivierung enteignet und aus der Ukraine ausgesiedelt. Die Zwangsenteignung betraf auch Nahrungsmittel der bäuerlichen Bevölkerung, was zur Hungersnot in der Ukraine, u. a. in den deutschen Dörfern führte.
Vom großen Terror der 30er Jahre war auch die deutsche Bevölkerung in der Ukraine nicht ausgeschlossen. 93 % von tausenden Inhaftierten wurden zum Tode verurteilt. Auf Beschluss des Zentralkomitees der Kommunistischen Partei vom 10. April 1938 wurden alle deutschen Schulen in ukrainisch- bzw. russischsprachige umgewandelt. Außerdem wurden auf Beschluss des Zentralkomitees der Kommunistischen Partei der Ukraine vom 5. März 1939 alle deutschen Gebiete sowie Dorfräte aufgelöst.
In den Jahren des Zweiten Weltkrieges wurden mehr als 450.000 Deutsche aus der Ukraine in die östlichen Regionen der Sowjetunion deportiert. Von ihnen verlor jeder Dritte bei der Deportation oder in den Arbeitskolonnen des Innenministeriums der UdSSR und in den Sondersiedlungen das Leben. Die Ursachen waren u. a. Hunger, Krankheit und Zwangsarbeit.
Das administrative Verbot über die Rückkehr der Deutschen in die Ukraine wurde erst am 3. November 1972 aufgehoben. Bis 1991 sind mehr als 38.000 Deutsche in die Ukraine zurückgekehrt. Das sind weniger als 5 % der deutschen Bevölkerungszahl in der Vorkriegszeit.
Nach den Angaben der letzten Volkszählung 2001 wohnen 33.000 Deutsche in der Ukraine. Der Großteil der Deutschen lebt in den folgenden Gebieten: Donezk, Dnipro, Transkarpatien, Odessa und auf der Krim.

### Rehabilitation
Im August 1941 wurde eine Reihe an Verordnungen des Präsidiums des Obersten Rates der UdSSR „Über die Übersiedlung der Deutschen aus dem europäischen Teil des Territoriums der UdSSR“ veröffentlicht. Dieser Tag ist ein schwarzer Tag für die Deutschen in der Ukraine und der Anfang einer Tragödie. Mit Kriegsbeginn im August 1941 wurden innerhalb weniger Tage 500.000 ethnische Deutsche nach Sibirien, Kasachstan und Mittelasien deportiert. Dort mussten sie in speziellen Siedlungen leben und in der Arbeitsarmee arbeiten, wo ein Drittel von ihnen verhungerte oder unter dem sibirischen Winter und den allgemein schweren Lebensumständen ums Leben kam.
Eine der vorrangigen Aufgaben, die vom 5. Kongress der Deutschen der Ukraine dem RDU und den deutschen gesellschaftlichen Organisationen beschlossen wurde, ist die Rehabilitierung der ethnischen Deutschen.

## Selbstorganisation und Identität
Das höchste Vertretungs- und Koordinierungsorgan der nationalen deutschen Minderheit ist der Rat der Deutschen der Ukraine, der durch den Kongress der Deutschen der Ukraine gewählt wird.
Er konsolidiert die Tätigkeiten der deutschen gesellschaftlichen Organisationen der Ukraine für die ordnungsgemäße Interessenvertretung der deutschen nationalen Minderheit in der Ukraine in den Beziehungen mit den staatlichen Behörden und Kommunalpolitiker, sowie Unternehmen, Institutionen und Organisationen.
Der Rat der Deutschen der Ukraine schützt gesellschaftliche, wirtschaftliche, soziale und politische Interessen der Deutschen, fördert die Entwicklung national-kultureller Projekte, sowie Projekte im Bereich Bildung und Sprache. Außerdem fördert er den Erhalt von Traditionen, Bräuchen, Volksritualen sowie künstlerischen und anderen Werten. Eine wichtige Arbeit zur Lösung dieser Aufgaben kommt u. a. der Assoziation der Deutschen der Ukraine, der internationalen gesellschaftlichen Organisation Gesellschaft der Deutschen der Ukraine – „Wiedergeburt“ und der allukrainischen Vereinigung „Deutsche Jugend in der Ukraine“ zu.
Die deutsche Minderheit mit ihrer Geschichte und ihren Traditionen, ihrer Kultur und Identität stellt einen eigenständigen und unabhängigen Teil der multinationalen ukrainischen Gesellschaft dar. Der Erhalt und die Förderung der deutschen Sprache sind notwendig für die ethnisch deutschen Gruppen, ebenso wie Toleranz, Offenheit und die Unterstützung freundschaftlicher Beziehungen mit allen ethnischen Gemeinschaften des Landes.
Die wichtigste Aufgabe aller gesellschaftlichen Organisationen der Deutschen der Ukraine ist es, eine Brücke zwischen der ukrainischen und der deutschen Bevölkerung und ihren jahrhundertealten Kulturen zu bilden.

## Kinder- und Jugendarbeit
Einen Teilbereich der Tätigkeit der deutschen Gesellschaft stellt die Kinder- und Jugendarbeit dar.
Die allukrainische Vereinigung „Deutsche Jugend in der Ukraine“ widmet sich aktiv der Organisation von Jugendaustausch sowie Bildungs- und anderen Projekten. Diese leisten u. a. einen Beitrag zur europäischen Integration des Landes, z. B.:
- Sprachakademien[4]
- Fahrradtouren in Deutschland und der Ukraine[5]
- Expeditionen auf dem Wikingerschiff[6]
- Forum der deutschen Jugend[7]

Das Programm „Eliteförderung“ soll das künstlerische und fachliche Potential der ethnischen Deutschen für die gesellschaftliche, wissenschaftliche und künstlerische Tätigkeit fördern. Es bietet eine gute Möglichkeit, bereits im Kindesalter Deutsch zu lernen, u. a. in Sonntagsschulen und in verschiedenen Kursen.
Im Rahmen der Initiative „Schulen Partner der Zukunft“ (PASCH) fördert das Goethe-Institut ein Netzwerk von Schulen in der ganzen Ukraine, die Deutschkurse für Fortgeschrittene anbieten.
Außerdem arbeiten in der Ukraine mehr als 20 akkreditierte DSD-Schulen (Deutsches Sprachdiplom), die den Vertretern der deutschen Minderheit und allen Interessierten helfen, die deutsche Sprache bereits im Schulalter ausgezeichnet zu erlernen.
Ein wichtiges Projekt des RDU ist das „Allukrainische Deutschsprachcamp“, wo die Kinder ihre kommunikativen Fähigkeiten ausbauen können.

### Eliteförderung
Einen Teilbereich der Tätigkeit der deutschen Gesellschaft stellt die Eliteförderung dar.
Das Programm „Eliteförderung“ soll das künstlerische und fachliche Potential der ethnischen Deutschen für die gesellschaftliche, wissenschaftliche und künstlerische Tätigkeit fördern. Es bietet eine gute Möglichkeit, bereits im Kindesalter Deutsch zu lernen, u. a. in Sonntagsschulen und in verschiedenen Kursen.
Die Hauptaufgabe dieses Programms ist die Unterstützung aktiver Vertreter der DMi, die die Interessen der deutschen Minderheit vertreten, sowohl innerhalb der Selbstorganisation als auch vor dem breiten Publikum der Ukraine und Europas, sowie die Unterstützung der Künstler, Schriftsteller, Forscher und Leiter der deutschen gesellschaftlichen Organisationen. Die Förderung wird in folgender Form realisiert: Stipendien, Möglichkeit der Teilnahme an den Ausbildungsseminaren, Wettbewerben und internationalen Konferenzen für die Realisierung persönlicher Ausstellungen und Präsentationen, Kauf der Musikinstrumente und anderer Ausstattung für die Realisierung der Ideen der „Elite“. Im Rahmen dieses Programms können die Studierenden auf Anfrage ein Teilstipendium für das Studium erhalten.

## Ausbildung und Sprache

### Deutsche Sprache
Für den Erhalt der ethnischen Identität der deutschen Minderheiten in der Ukraine spielt das Deutschlernen die Hauptrolle.
Um das Interesse der ethnischen Deutschen für die Erlernung der Muttersprache zu steigern, hat der RDU eine Reihe von Tätigkeitsbereichen erarbeitet:
- Deutschkurse in den deutschen Begegnungszentren ;
- Kindersprachcamp;
- Winterakademie für Jugendliche;
- Wettbewerbe zur Projektfinanzierung ;
- Seminare des Bildungs- und Informationszentrums – Ukraine (BIZ) .

Der RDU arbeitet eng mit dem Goethe-Institut in der Ukraine und dem Österreichischen Sprachdiplom zusammen, die sich mit der Koordination der Spracharbeit beschäftigen.
Außerdem entwickeln die ethnischen Deutschen der Ukraine ein breites Angebot an Sprachkursen und ein Fortbildungssystem für Lehrer durch das „BIZ – Ukraine“. Seine Hauptaufgabe liegt im Bereich der Informations- und Bildungsförderung bezüglich der Wahrung der ethnokulturellen Identität der Deutschen in der Ukraine.
Neben dem Projekt zur „Eliteförderung“ gibt es eine Vielzahl von Stipendien und Austauschprogrammen für aktive Vertreter der deutschen Minderheit der Ukraine, die über ausgezeichnete Deutschkenntnisse verfügen. Einer der Partner auf diesem Gebiet ist der Deutsche Akademische Austauschdienst (DAAD), der Stipendien an Studierende und Wissenschaftler vergibt.
In Zusammenarbeit mit dem Bildungs- und Wissenschaftsministerium der Ukraine wird ein Projekt entwickelt, welches die Aufnahme von Texten zur Geschichte der ethnischen Deutschen in der Ukraine in die Schulbücher der 7.–11. Klasse vorsieht.

### Kulturarbeit
Ein Teilbereich der Tätigkeit der deutschen Gesellschaft stellt die Kulturarbeit dar. Mehr als 170 deutsche gesellschaftliche Organisationen verwirklichen erfolgreich verschiedene wohltätige, kulturelle Programme.
Durch die Unterstützung der deutschen Bundesregierung werden in mehr als 60 ukrainischen Städten und Dörfern deutsche Begegnungszentren organisiert, in welchen deutsche Sprache und Geschichte unterrichtet werden. In diesen Zentren finden auch Zirkel für dekorative Kunst, Theater, Tänze und Gesang statt. Eine bedeutende Rolle spielt auch die Tätigkeit in den Arbeitsgruppen für Theater, Literatur, Landeskunde etc., die auf Deutsch stattfinden.
Der Erhalt und die Förderung der deutschen Sprache sind notwendig für die ethnisch-deutschen Gruppen, ebenso wie Toleranz, Offenheit und die Unterstützung freundschaftlicher Beziehung mit allen ethnischen Gemeinschaften des Landes.

## Sozialarbeit
Die Sozialarbeit ist ein wichtiger Teil der Tätigkeit der deutschen Minderheit in der Ukraine.
Ihre Hauptaufgaben:
- Kuren für Senioren und Menschen mit Behinderung;
- die gezielte Hilfe für einsame und bedürftige Menschen am jeweiligen Wohnsitz, z. B. freiwillige Hilfe;
- „Winterhilfe“ (Lebensmittelpakete für alleinstehende, notleidende Senioren, sowie  Menschen mit Behinderung und für Großfamilien);
- medizinische Hilfe für sozialschwache ethnische Deutsche;
- Hilfe für Studierende aus sozialschwachen Familien;
- Förderung der provinziellen deutschen Dörfer;
- die BIZ – Seminare für Sozialarbeit.

Am weitesten entwickelt sind heute die Unterstützungsprogramme für Senioren und Kinder mit Behinderung.
Zur Verbesserung der Sozialleistungen wurde eine Befragung durchgeführt, mit dem Ziel eine gesamtukrainische Datenbank sozialschwacher ethnischer Deutscher der Ukraine einzurichten. Eine große Unterstützung in der Projektdurchführung stellen die Leiter und Mitglieder der deutschen gesellschaftlichen Organisationen dar.

## Zusammenarbeit mit staatlichen und öffentlichen Institutionen
Der RDU ist Mitglied der Föderalistischen Union der Nationalen Minderheiten Europas. Es besteht eine aktive Zusammenarbeit mit der Deutsch-Ukrainischen Fraktion im Deutschen Bundestag.
Der Rat der Deutschen der Ukraine ist an den öffentlichen Räten unter dem Außenministerium der Ukraine, dem Kulturministerium der Ukraine und dem Ministerium für Bildung und Wissenschaft der Ukraine beteiligt.
Mit Abgeordneten des Deutschen Bundestages sowie deutschen Kultur- und Politikinstitutionen wurden vielfältige Kontakte geknüpft. Das Hauptthema für die deutsche Gemeinschaft in der Ukraine ist die Wiederbelebung der Arbeit der deutsch-ukrainischen Regierungskommission für Angelegenheiten der in der Ukraine lebenden Personen deutscher Abstammung. Dazu finden Treffen und Konsultationen mit dem Ministerkabinett der Ukraine, der Administration des Präsidenten der Ukraine und der Botschaft der Ukraine in Deutschland statt.
Ein wichtiger Bestandteil der Beziehungen zwischen der Ukraine und Deutschland sind die partnerschaftlichen Beziehungen zwischen den Partnerstädten, die Möglichkeiten zur aktiven Kommunikation und zu zahlreichen informellen Kontakten zwischen den Menschen eröffnen.
Der RDU ist ein Anhänger der europäischen Werte und unterstützt die europäische Integration der Ukraine. Auf dem Kongress der Deutschen der Ukraine haben sich alle Delegierten des Kongresses einstimmig für die europäische Richtung der Entwicklung der Ukraine ausgesprochen. Der RDU fördert die Entwicklung der ukrainisch-deutschen Zusammenarbeit und die Verbesserung des Images der Ukraine in der BRD.

## Museen und Archive
Viele Museen der Ukraine haben Ausstellungen geschaffen, die die Besucher über das historische und kulturelle Erbe der ethnischen Deutschen in der Ukraine informieren.
Es ist wichtig, mit dem Nationalmuseum für Volksarchitektur und Brauchtum der Ukraine (Freilichtmuseum in Pyrohiw) bei der Erstellung der Exposition „Heimat der deutschen Kolonisten“ des Südens der Ukraine vom XVI. bis zum XIX. Jahrhundert zusammenzuarbeiten.
Es wurde eine Arbeitsgruppe gebildet, die daran arbeitet, in der Exposition des Museums das charakteristische Haus der deutschen Kolonisten des Südens der Ukraine zu rekonstruieren.
Die Zusammenarbeit mit Universitäten wurde in Richtung historischer Forschung entwickelt. Es wurden Kontakte mit Wissenschaftlern geknüpft, deren Forschungsbereich mit der Geschichte der Deutschen und deutschen Kolonien in der Ukraine verbunden ist.
Die Kooperation mit den Bibliotheken der Ukraine trägt zur Systematisierung von Materialien zur Geschichte der deutschen Minderheit in der Ukraine bei.
Die Zusammenarbeit mit den Staatsarchiven der Ukraine wird aufgebaut. Diese Arbeit zielt darauf ab, das historische Gedächtnis und die ethnische Selbstidentifizierung zu bewahren.

## Partner
- BMI (Bundesministerium des Innern)[8]
- Wohltätigkeitsfonds „Gesellschaft für Entwicklung“[9]
- Deutsche Gesellschaft für Internationale Zusammenarbeit (GIZ) GmbH[10]
- Botschaft der Bundesrepublik Deutschland in der Ukraine[11]
- Generalkonsulate der Bundesrepublik Deutschland in der Ukraine
- Goethe-Institut[12]
- DAAD[13]
- ZFA[14]
- Föderalistische Union Europäischer Nationalitäten[15]
- Abteilung für Fragen der Religion und Nationalitäten des Ministeriums für Kultur der Ukraine[16]
- Ministerium für Sozialpolitik der Ukraine[17]
- Ministerium für Jugend und Sport der Ukraine[18]
- Komitee der Werchowna Rada der Ukraine für Fragen der Menschenrechte nationaler Minderheiten und internationaler Beziehungen[19]